# 香港社區組織協會
香港社區組織協會，簡稱社協（英語：Society for Community Organization）是香港一個註冊非牟利志願社會服務團體，始創於1972年，致力推動公民權利教育及提供專業社會福利服務。

## 服務對象
社協主要服務的對象包括：籠屋及板間房居民、公屋困難戶、失業人士、在職老人、露宿者、新移民家庭、遇到醫療事故的病人及死者家屬、以至近年在內地遇事的香港居民等。

## 成立背景
六、七十年代期間，香港社會剛屬起步階段，政府在民生各方面皆未有制訂長遠政策，社會問題頻生。不少社會問題及事件也是通過集市民團結力量來達到改善；單是社協已組織過百次的行動，協助居民爭取其應有權益。然而，爭取行動多屬事件性介入，缺乏深層的意識培育，公民意識薄弱。
及至八十年代，隨着政府政策不斷改善和確立，社協意識到若要提升居民的公民意識，建立公民社會，引進民權教育方為長遠抗爭之良策。再者，由於早年已預期九七回歸對香港社會造成具大衝擊，惟香港公民權益推廣工作卻甚為落後，為着在過渡期前造好準備工作，推動人權的保障，期望在法律制度、政府施政，以及公民在日常生活各方面的人權均得以被確認、尊重和諾實。

## 董事局成員
主席
- 白德培牧師

副主席
- 郭凱儀博士

財政
- 梁祖彬教授, MH, JP

秘書
- 林筱魯先生, SBS, JP

董事
- 彭慧深女士

## 籠屋及私人樓宇工作計劃
籠屋及私人樓宇工作計劃通過政策倡議、社區支持和創新設計，致力於改善籠屋、板間房及劏房住戶的居住條件。首先，推動增建公屋、設立租金津貼、興建過渡性房屋等政策，以減少輪候時間、降低租金負擔，並保障基層住戶的居住權益。其次，通過社區外展、街頭諮詢站等方式，為住戶提供在房屋、就業、經濟支援及福利上的即時援助，並培訓居民領袖，提升基層租戶的權益意識和社會參與。喜家社區房屋計劃則為等待公屋的基層家庭提供可負擔的過渡性社會房屋，為政府未來的政策提供參考。「企理家居」計劃通過創新設計，改善住戶特別是兒童的居住環境，提升家庭的生活質素。這些措施共同構建了一個支持網絡，旨在長遠提升基層家庭的生活條件。

## 兒童權利工作計劃
兒童權利工作計劃旨在改善貧窮兒童的發展環境和權益保障。通過組織貧困兒童共同倡議，推動政府制定專門的兒童發展政策，包括設立獨立法定兒童專員，以改進教育、房屋、福利及健康等方面的政策，確保兒童擁有平等的發展機會。社協定期研究兒童需求，每年發佈兒童專員報告，為政府工作評分並選出十大兒童關注事項，敦促政府改進。社協外展探訪貧窮兒童，成立兒童權利關注會，現有約三千名會員，每年選舉兒童權利大使，並培訓兒童領袖，組織兒童大會及政策關注組，讓兒童代表發聲。此外，社協還參與兒童事務委員會的聯盟，與多個團體共同爭取兒童權益。
社協設立兒童啟蒙天使計劃通過義工一對一幫助貧窮兒童，提升他們的學習能力和社會適應力。社區學習中心為貧困兒童提供免費學習班和學習用品，並由百餘名義工支持。全方位支援扶貧中心則提供持續的脫貧服務，涵蓋家長就業支援和兒童課後輔導，並通過各類學習活動，擴闊兒童的眼界及技能，現已服務過萬人。

## 長者權利工作
社協通過倡議政策改進和提供實際支持，致力於改善基層長者的生活和權益保障。組織基層長者勞工及貧窮長者，推動長者友善勞工政策和全港性的三方供款退休保障制度，並關注長者照顧者和慢性病患長者的需求。社協還通過成立「香港老人權益聯盟」，加強長者的社會參與，並長期為改善退休保障、醫療健康、院舍及社區照顧服務等議題發聲。同時，計劃在社區中發掘隱蔽長者，提供個案跟進和健康服務，推動基層健康檢查和長者健康推廣活動，提升基層長者的生活質素。

## 醫療權利工作
- 推動病人參與醫療改革，表達病人意見[12][13][14]
- 每年處理約400多宗求助查詢及深入跟進約40宗嚴重事故[15]

## 新移民工作
社協通過政策倡議和實際支持，致力於改善新移民家庭的生活條件和發展機會。通過組織新移民家庭推動在家庭團聚、房屋、教育、經濟、就業、反歧視及婦女權益等方面的政策改進，保障新移民的平等發展機會。同時，計劃提供生活指南和適應課程，幫助新移民了解香港的法律、社會文化及社區服務，協助他們融入社會。就業方面，計劃提供就業和培訓指導及托兒服務，幫助新移民更好地融入勞動市場，提升經濟狀況。

## 社會行動
- 油麻地避風塘艇戶事件[18]
- 水上新娘[19][20]
- 無證媽媽[21]
- 居留權案
- 寮屋拆遷[22][23]
- 公屋醜聞[24]

## 著名成員
- 彭鴻昌
- 何喜華
- 蔡耀昌
- 施麗珊
- 吳衛東
- 馮可立
- 連瑋翹

## 爭議

### 孔允明案
社協2013年因協助新移民爭取居港綜緩，引起巨大爭議。孔允明的案例是關於香港綜援政策的一次重要法律挑戰。她在2005年底獲得單程證來港定居，因為居港未滿7年而申請綜援被拒，最終提起司法覆核。在歷經高院和上訴庭兩次敗訴後，終審法院判決孔允明上訴得直，認為居港滿7年的申領綜援規定違憲。法院指出，《基本法》第36條保障香港居民享有社會福利的權利，將綜援申請資格恢復至2003年時的標準，即居港滿1年即可申領。
根據《基本法》第36條，香港居民有依法享受社會福利的權利。社會福利不屬於基本人權，但政府有權訂立福利政策。2004年1月1日起實施的「七年居住」限制是社會福利的行政規定。終審法院裁定該規定違反《基本法》第36條，認為此限制「顯著地缺乏合理基礎」，因此不符合憲法要求。法院指出，雖然政府可以在原有福利制度的基礎上制定政策，《基本法》第145條賦予其這項權力，但任何取消或減少福利的措施必須有合理的發展和改進依據。
終審法院認為，綜援符合《基本法》中的「社會福利」定義，因此應依原有的一年居住限制。十八歲以下的新來港者則不受居住限制。法院批評政府在庭上所提的綜援支出與人口政策的關係不明，並且缺乏證據支持居港七年的限制能夠有效節約公共開支，指出這一限制與單程證的家庭團聚政策及應對人口老化的政策存在衝突。政府承認，新的居住要求並非為減少綜援開支而設立。
此次判決估計會影響約7千個新來港家庭，使政府每年多支出7.6億元。儘管社福團體認為對公共財政的影響不大，但專家和部分政界人士擔憂此裁決可能會加重香港的服務需求和財政負擔，並引發對其他涉及居港滿7年限制的政策重新檢討的連鎖反應。此外，自由黨代表對此裁決表示反對，擔憂可能導致綜援制度被濫用，並呼籲政府加強監管。

## 外部連結
- 香港社區組織協會官方網頁 （页面存档备份，存于）
- 香港社區組織協會Facebook （页面存档备份，存于）
- 香港社區組織協會YouTube頻道 （页面存档备份，存于）
- 香港社區組織協會instagram